# روش پیش‌بینی-ویرایش
روش پیش‌بینی-ویرایش در شاخه آنالیز عددی می‌گنجد و به دنبال ارایه الگوریتم‌های ویژه در راستای حل عددی از معادلات دیفرانسیل می‌باشد. به یاری این روش، از معادلات دیفرانسیل انتگرال‌گیری عددی انجام می‌پذیرد تا تابع مورد هدف پیدا شود. در این روش، دو گام زیر انجام می‌گیرد :
1. گام پیش‌بینی که برآوردی از تابع مورد هدف بدست می‌دهد. هدف از این گام، برون‌یابی از تابع برپایه نقاط یافته شده به سوی نقطه جدید می‌باشد.
2. گام ویرایش که برآورد اولیه از تابع را ویرایش (اصلاح) می‌کند. در این روش درون‌یابی از تابع با انگیزه اصلاح تابع در نقاط پیش‌بینی انجام می‌گیرد.

## نمونه
معادله دیفرانسیل زیر را درنگرید:
{\displaystyle {\frac {dx}{dt}}=f(x,t)}
با شرط اولیه {\displaystyle x(t_{0})=x_{0}}.
هدف برآوردی از {\displaystyle x(t)} با تابعیت t و با اندازه‌گام {\displaystyle h=\Delta t} می‌باشد؛ بنابراین با گسسته‌سازی داریم:
{\displaystyle x(t+\Delta t)=x(t)+{\dot {x}}(t)\Delta t}
زین پس {\displaystyle x(t+\Delta t)} را با {\displaystyle x_{n+1}} نشان می‌دهیم.
اکنون به نِگیزش (توضیح) گام‌به‌گام این روش می‌پردازیم.
شرط اولیه داده شده، نقطه {\displaystyle x_{0}=x(t_{0})} را فراهم می‌کند.
اینک در گام پیش‌بینی به کمک روش اویلر، تابع {\displaystyle {\widehat {x}}_{n+1}} بگونه زیر برآورد می‌شود.
{\displaystyle {\widehat {x}}_{n+1}=x_{n}+hf(x_{n},t_{n})}
در گام ویرایش، با به‌کارگیری قانون ذوزنقه برآورد پیش‌بینی شده بگونه زیر ویراسته (اصلاح) می‌شود:
{\displaystyle x_{n+1}=x_{n}+{\frac {1}{2}}h{\big (}f(x_{n},t_{n})+f({\hat {x}}_{n+1},t_{n+1}){\big )}}
با به‌کارگیری پیاپی از گام‌های پیش‌بینی و ویرایش، برآوردی عددی از تابع {\displaystyle x(t)} در تقاطی گسسته یافته می‌شود. این روش، روشی پربازده و سریع بوده و می‌تواند از روش‌های رونگه‐کوتا نیز دقیق‌تر باشد. به این نکته درنگرید که از روش‌های گوناگونی جز روش ذوزنقه نیز می‌توان در گام ویرایش بهره برد.

## کاربرد
این روش عددی در حل مسایل معادلات دیفرانسیل، بهینه‌سازی محدب و برنامه‌ریزی پرمایشی  کاربرد دارد.